# Gedion Zelalem
Gedion Zelalem (Berlín, 26 de enero de 1997) es un futbolista germano-estadounidense. Juega de centrocampista y su equipo es el New Mexico United de la USL Championship.
Representó a Alemania en las categorías sub-15, sub-16 y sub-17, pero finalmente decidió representar a los Estados Unidos a nivel internacional en mayo de 2015.

## Trayectoria

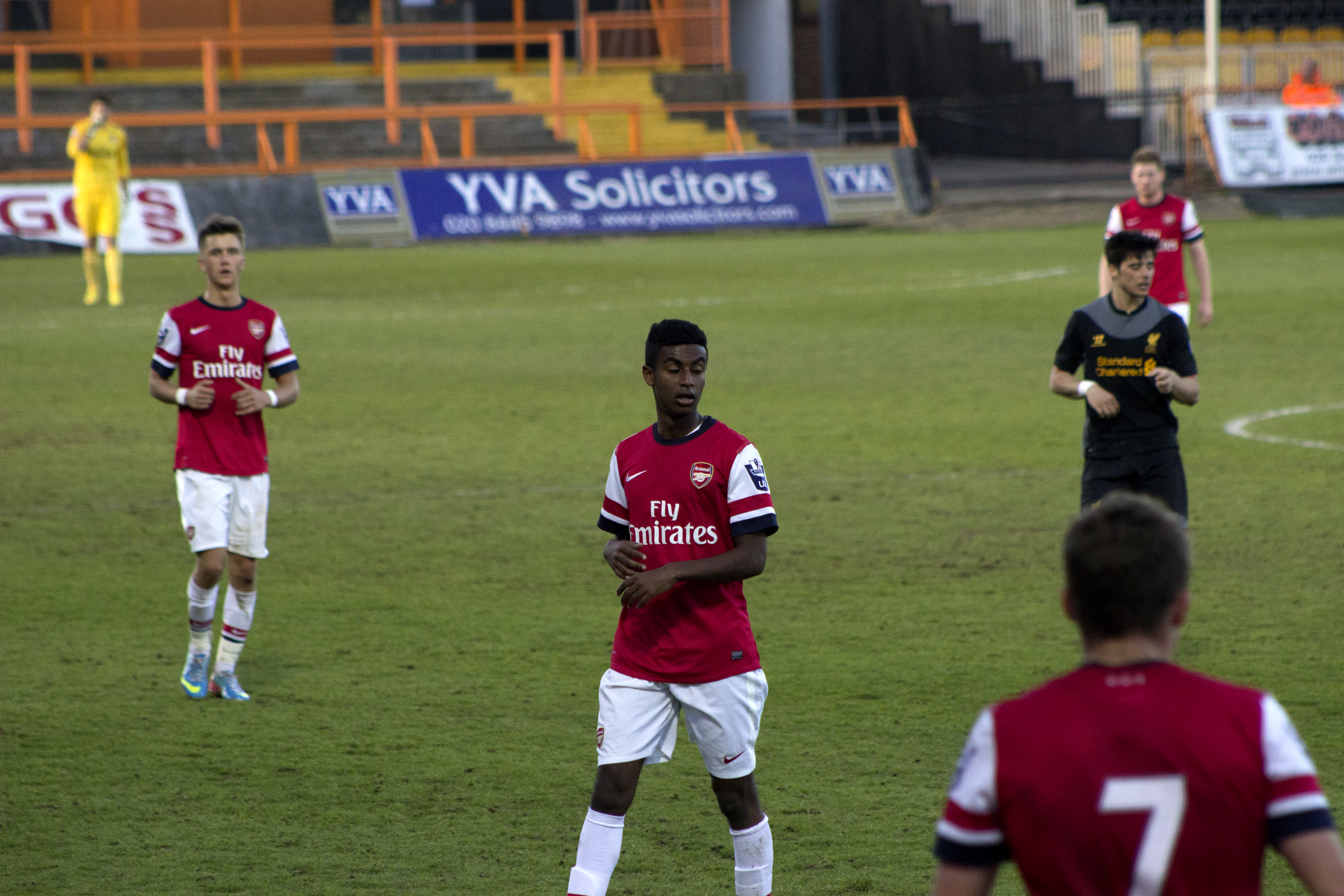
Gedion Zelalem en un partido

### Inicios
Zelalem empezó a jugar fútbol a la edad de cinco años, iniciándose en la academia del conjunto alemán del Hertha Berlín. En 2006, se mudó a los Estados Unidos y continuó su desarrollo en entidades como el MSC United, el Bethesda Soccer Club y el Olney Rangers. Mientras jugaba por el Olney, el agente del Arsenal Daniel Karbassiyon descubrió a Zelalem durante un partido de la Dallas Cup. Después de contactar a sus entrenadores, Zelalem viajó a Londres para participar de los entrenamientos de verano con la academia del Arsenal. Pronto, se le ofreció quedarse y Zelalem aceptó.

### Arsenal
Zelalem jugó con el conjunto sub-16 del Arsenal, antes de integrar a los sub-21 en abril de 2013. Ese mismo mes debutó frente al equipo sub-21 de Liverpool, pero no pudo evitar la caída por 3-2 en Anfield.
En julio de 2013, luego de mostrar buenas actuaciones con los juveniles, Zelalem fue incluido en la lista de 24 hombres del primer equipo del Arsenal para su gira asiática. Aunque esto tomó por sorpresa a muchos, las performances de Zelalem ante el  Indonesia Dream Team, la selección de Vietnam y el Nagoya Grampus le valieron críticas muy positivas, que lo catalogaron como una gran promesa, llegando a ser comparado con el excapitán del Arsenal, Cesc Fabregas.
En el segundo juego de la Premier League 2013/14, fue convocado pero no entró al terreno de juego en la victoria por 3-1 del Arsenal sobre Fulham. El 10 de septiembre, Zelalem anunció en las redes sociales que había sufrido una lesión que lo dejaría fuera por dos meses. Volvió a la acción el 6 de noviembre, al jugar el partido entero con los juveniles del Arsenal ante el Borussia Dortmund, un encuentro que acabó 2-2 válido por la Liga Juvenil de la UEFA.
El 24 de enero de 2014, Gedion Zelalem hizo su debut oficial con el Arsenal en al victoria por 4-0 sobre el Coventry City en la FA Cup, al ingresar en lugar de Alex Oxlade-Chamberlain.

### Cesión al Rangers FC
El 23 de agosto de 2015, Zelalem fue cedido en calidad de préstamo al Rangers FC escocés de la Segunda División de ese país hasta enero de 2016. Hizo su debut con el club de Glasgow el 26 de agosto de 2015 en la victoria 5-0 sobre el Airdriedonians en un partido por la Copa de la Liga de Escocia. Jugó los 90 minutos de ese encuentro y contribuyó con dos asistencias.

## Selección nacional

### Múltiples nacionalidades
Zelalem, cuyos padres son etíopes, tiene la posibilidad de representar a nivel internacional tanto a su país natal, Alemania, como el de sus padres, Etiopía. Además, Zelalem vivió varios en años en los Estados Unidos, por lo que también podía elegir jugar para esa selección si así lo quisiera una vez obtenida su ciudadanía.
Zelalem ha entrenado con la selección sub-15 de Estados Unidos pero no llegó a jugar ningún partido por no ser ciudadano. En cambio, sí disputó encuentros con los combinados sub-15, sub-16 y sub-17 de Alemania. En octubre de 2013, el entrenador de la selección de Etiopía, Sewnet Bishaw, y el ministro de asuntos exteriores etíope, Adhanom Tedros afirmaron su deseo que en un futuro Zelalem juegue por Etiopía. No obstante, para julio de 2014, aún no había tomado ninguna decisión con respecto a su futuro internacional.
El 30 de diciembre de 2014 se confirmó que Zelalem había obtenido la ciudadanía estadounidense y había iniciado el proceso de aplicación en la FIFA para poder representar a ese país a nivel internacional. El proceso concluyó en mayo de 2015, permitiendo así a Zelalem a unirse a cualquier convocatoria a la selección norteamericana.

### Categorías inferiores de Estados Unidos
Zelalem fue convocado por primera vez a una selección juvenil estadounidense el 13 de mayo de 2015, cuando fue incluido en la nómina de 21 jugadores que representaron a ese país en la Copa Mundial de Fútbol Sub-20 de 2015 en Nueva Zelanda. Debutó ingresando como suplente en la victoria 2-1 sobre Myanmar en el partido inaugural. Terminó jugando todos los partidos del torneo, ayudando a su equipo a alcanzar los cuartos de final.
El 18 de septiembre de 2015 fue incluido en la lista oficial de 23 jugadores que disputaron el Torneo Preolímpico de la Concacaf con miras a los Juegos Olímpicos de Río de Janeiro de 2016.

### Participaciones en Copas del Mundo
| Mundial                     | Sede          | Resultado        | Partidos | Goles |
| --------------------------- | ------------- | ---------------- | -------- | ----- |
| Copa Mundial Sub-20 de 2015 | Nueva Zelanda | Cuartos de final | 5        | 0     |

## Clubes y estadísticas
Actualizado el 15 de junio de 2025.
| Club | Div.          | Temporada     | Liga  | Liga  | Copas nacionales(1) | Copas nacionales(1) | Copas internacionales | Copas internacionales | Total | Total |
| Club | Div.          | Temporada     | Part. | Goles | Part.               | Goles               | Part.                 | Goles                 | Part. | Goles |
| --- | ------------- | ------------- | ----- | ----- | ------------------- | ------------------- | --------------------- | --------------------- | ----- | ----- |
| Arsenal F. C. Inglaterra                                                                                        | 1.ª           | 2013-14       | 0     | 0     | 1                   | 0                   | 0                     | 0                     | 1     | 0     |
| Arsenal F. C. Inglaterra                                                                                        | 1.ª           | 2014-15       | 0     | 0     | 0                   | 0                   | 1                     | 0                     | 1     | 0     |
| Rangers F. C. Escocia                                                                                           | 2.ª           | 2015-16       | 21    | 0     | 7                   | 0                   | ―                     | ―                     | 28    | 0     |
| Rangers F. C. Escocia                                                                                           | Total club    | Total club    | 21    | 0     | 7                   | 0                   | 0                     | 0                     | 28    | 0     |
| Arsenal F. C. Inglaterra                                                                                        | 1.ª           | 2016-17       | 0     | 0     | 2                   | 0                   | 0                     | 0                     | 2     | 0     |
| Arsenal F. C. Inglaterra                                                                                        | Total club    | Total club    | 0     | 0     | 3                   | 0                   | 1                     | 0                     | 4     | 0     |
| VVV-Venlo · Países Bajos                                                                                        | 2.ª           | 2016-17       | 9     | 1     | ―                   | ―                   | ―                     | ―                     | 9     | 1     |
| VVV-Venlo · Países Bajos                                                                                        | Total club    | Total club    | 9     | 1     | 0                   | 0                   | 0                     | 0                     | 9     | 1     |
| Sporting Kansas City Estados Unidos                                                                             | 1.ª           | 2019          | 9     | 0     | 0                   | 0                   | 0                     | 0                     | 9     | 0     |
| Sporting Kansas City Estados Unidos                                                                             | Total club    | Total club    | 9     | 0     | 0                   | 0                   | 0                     | 0                     | 9     | 0     |
| Swope Park Rangers Estados Unidos                                                                               | 2.ª           | 2019          | 7     | 1     | 0                   | 0                   | ―                     | ―                     | 7     | 1     |
| Swope Park Rangers Estados Unidos                                                                               | Total club    | Total club    | 7     | 1     | 0                   | 0                   | 0                     | 0                     | 7     | 1     |
| New York City F. C. Estados Unidos                                                                              | 1.ª           | 2020          | 1     | 0     | ―                   | ―                   | 0                     | 0                     | 1     | 0     |
| New York City F. C. Estados Unidos                                                                              | 1.ª           | 2021          | 7     | 0     | ―                   | ―                   | ―                     | ―                     | 7     | 0     |
| New York City F. C. Estados Unidos                                                                              | 1.ª           | 2022          | 11    | 0     | 2                   | 0                   | 3                     | 0                     | 16    | 0     |
| New York City F. C. Estados Unidos                                                                              | Total club    | Total club    | 19    | 0     | 2                   | 0                   | 3                     | 0                     | 24    | 0     |
| F. C. Den Bosch · Países Bajos                                                                                  | 2.ª           | 2022-23       | 12    | 0     | ―                   | ―                   | ―                     | ―                     | 12    | 0     |
| F. C. Den Bosch · Países Bajos                                                                                  | 2.ª           | 2023-24       | 26    | 0     | 0                   | 0                   | ―                     | ―                     | 26    | 0     |
| F. C. Den Bosch · Países Bajos                                                                                  | Total club    | Total club    | 38    | 0     | 0                   | 0                   | 0                     | 0                     | 38    | 0     |
| N. K. Lokomotiva · Croacia                                                                                      | 1.ª           | 2024-25       | 0     | 0     | 0                   | 0                   | ―                     | ―                     | 0     | 0     |
| N. K. Lokomotiva · Croacia                                                                                      | Total club    | Total club    | 0     | 0     | 0                   | 0                   | 0                     | 0                     | 0     | 0     |
| New Mexico United Estados Unidos                                                                                | 2.ª           | 2025          | 10    | 0     | 2                   | 0                   | ―                     | ―                     | 12    | 0     |
| New Mexico United Estados Unidos                                                                                | Total club    | Total club    | 10    | 0     | 2                   | 0                   | 0                     | 0                     | 12    | 0     |
| Total carrera                                                                                                   | Total carrera | Total carrera | 113   | 2     | 14                  | 0                   | 4                     | 0                     | 131   | 2     |
| (1)Incluye datos de la FA Cup (2013/14); la Copa de la Liga de Escocia (2015/16); la Copa de Escocia (2015/16). |               |               |       |       |                     |                     |                       |                       |       |       |

## Palmarés

### Títulos nacionales
| Título           | Club                | País           | Año  |
| ---------------- | ------------------- | -------------- | ---- |
| FA Cup           | Arsenal F. C.       | Inglaterra     | 2014 |
| Community Shield | Arsenal F. C.       | Inglaterra     | 2014 |
| FA Cup           | Arsenal F. C.       | Inglaterra     | 2015 |
| Community Shield | Arsenal F. C.       | Inglaterra     | 2015 |
| MLS Cup          | New York City F. C. | Estados Unidos | 2021 |